# Stor i Japan (begrepp)
Big in Japan, engelska för "Stor i Japan", var ursprungligen ett nedsättande uttryck för västerländska musiker som misslyckats i framför allt Nordamerika och Europa, men nått framgång i Japan. Fram till 1970-talet hade Japan en outvecklad populärmusikscen och därför var det lätt för västerländska grupper att slå igenom. Man hade också i Japan en något annorlunda musiksmak, som en del i t.ex. USA såg ned på, därav den lite nedsättande tonen i talesättet.
Det är denna betydelse som gett upphov till namnet på punkbandet Big in Japan och Alphavilles låt Big in Japan från 1984.
Den svenska realityserien Stor i Japan från 2008 grundar sig också på idén att västerländska artister alltid kan förnya sin karriär genom att uppträda i Japan.